# لنسنغ منقط
لنسنغ منقط (الاسم العلمي:Prionodon pardicolor) (بالإنجليزية: Spotted Linsang)‏ هو نوع من الثدييات يتبع جنس اللنسنغ الآسيوي من الفصيلة الزبادية.